# Torgau
Torgau ist eine Große Kreisstadt mit etwa 20.000 Einwohnern und Verwaltungssitz des Landkreises Nordsachsen in Sachsen. Mit Dreiheide bildet Torgau die Verwaltungsgemeinschaft Torgau/Dreiheide.

## Geographie

### Geographische Lage
Die Stadt Torgau liegt im Norden des Freistaates Sachsen am westlichen Ufer der Elbe in einer Höhe von etwa 85 Metern über dem Meeresspiegel. Westlich von Torgau beginnt die Dübener Heide, die sich im Westen bis Eilenburg und im Norden bis Gräfenhainichen und Kemberg erstreckt. Südwestlich der Stadt liegt der Große Teich, der vom Schwarzen Graben, aus Richtung Audenhain kommend, gespeist wird. An den See schließt sich südlich der Torgauer Ratsforst an.
Die nächsten größeren Städte sind im Uhrzeigersinn beginnend im Westen: Eilenburg (27 Kilometer, weiter bis nach Leipzig 50 Kilometer), Bad Düben (28), Bad Schmiedeberg (22, weiter bis zur Lutherstadt Wittenberg 45), Herzberg (23), Bad Liebenwerda (28) und Riesa (37).

### Stadtgliederung
Die Stadt gliedert sich in die Kernstadt sowie die Ortsteile:
- Beckwitz
- Bennewitz
- Graditz
- Kranichau
- Kunzwerda
- Loßwig
- Melpitz
- Mehderitzsch
- Pflückuff
- Repitz
- Staupitz
- Welsau
- Werdau
- Weßnig
- Zinna

## Geschichte

### Anfänge bis zur Leipziger Teilung
Erste urkundliche Erwähnung fand der Ort unter dem Namen Torgove in einem Dokument aus dem Jahr 973. Wann der Ort eine Stadt wurde, ist nicht datiert. Zumindest aus dem Jahr 1267 findet sich eine Notiz, die von der Stadt Torgau spricht.
1344 erfolgte die Ersterwähnung der Bürgerwehr Die Geharnischten im Städtebund Torgau, Oschatz und Grimma, die in der Wurzener Fehde 1542 Berühmtheit erlangte.
1485 fand die Leipziger Teilung zwischen den Brüdern Ernst und Albrecht statt.

Torgau
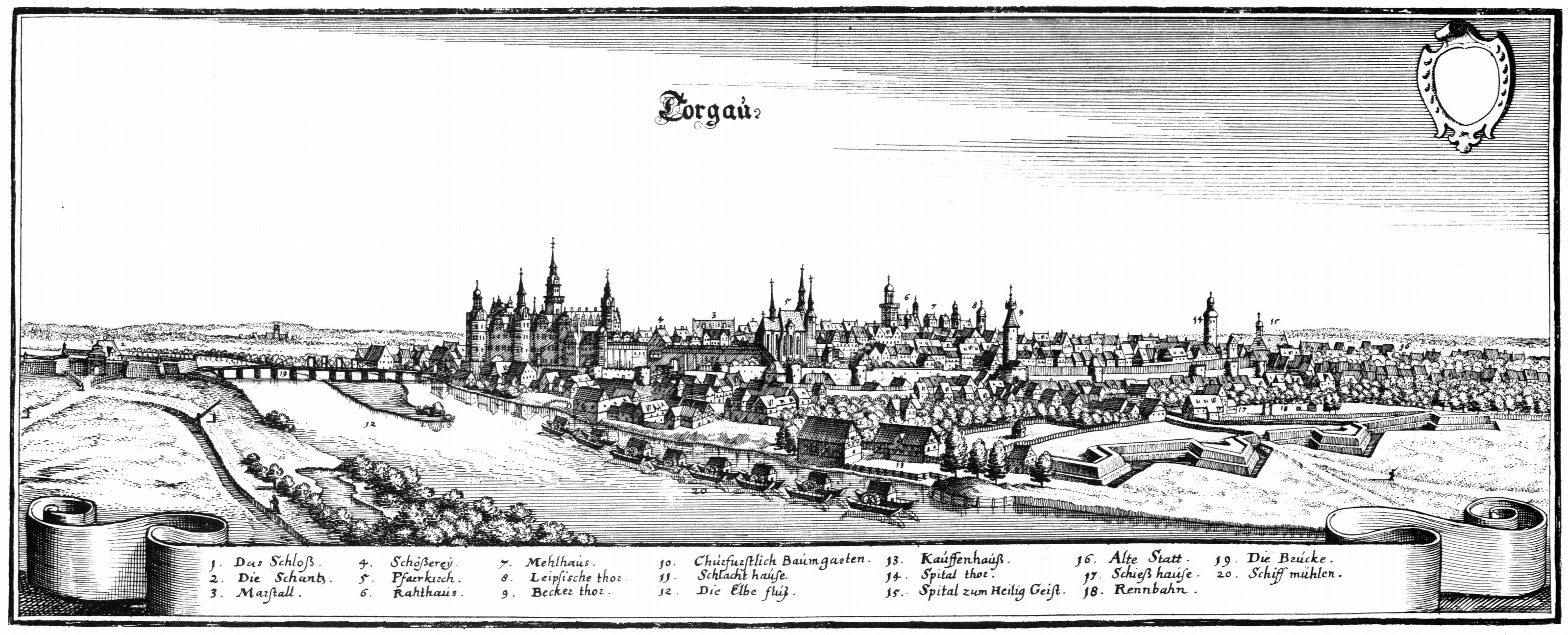
Stich von Matthäus Merian um 1650
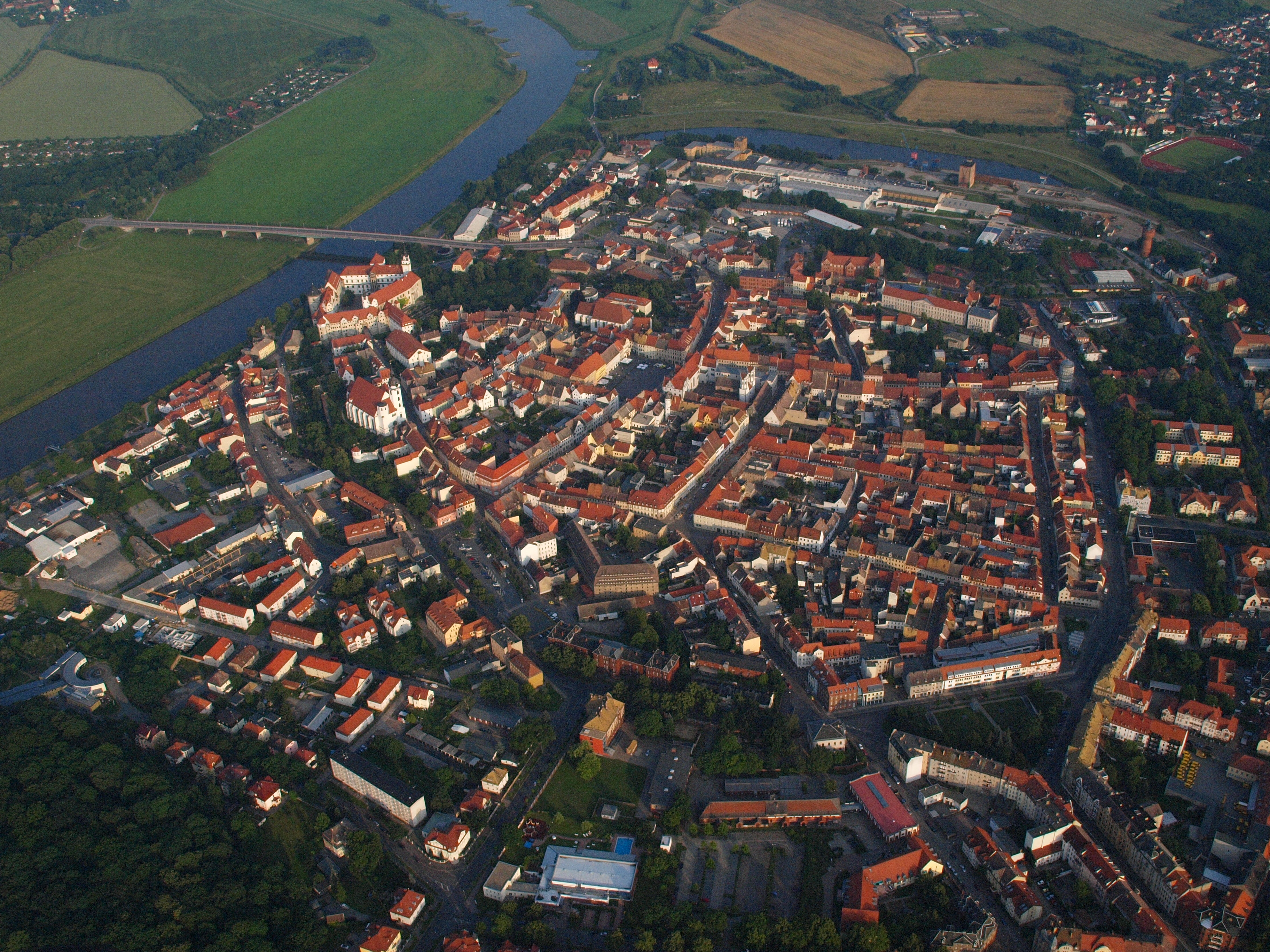
Torgau aus nordwestlicher Richtung
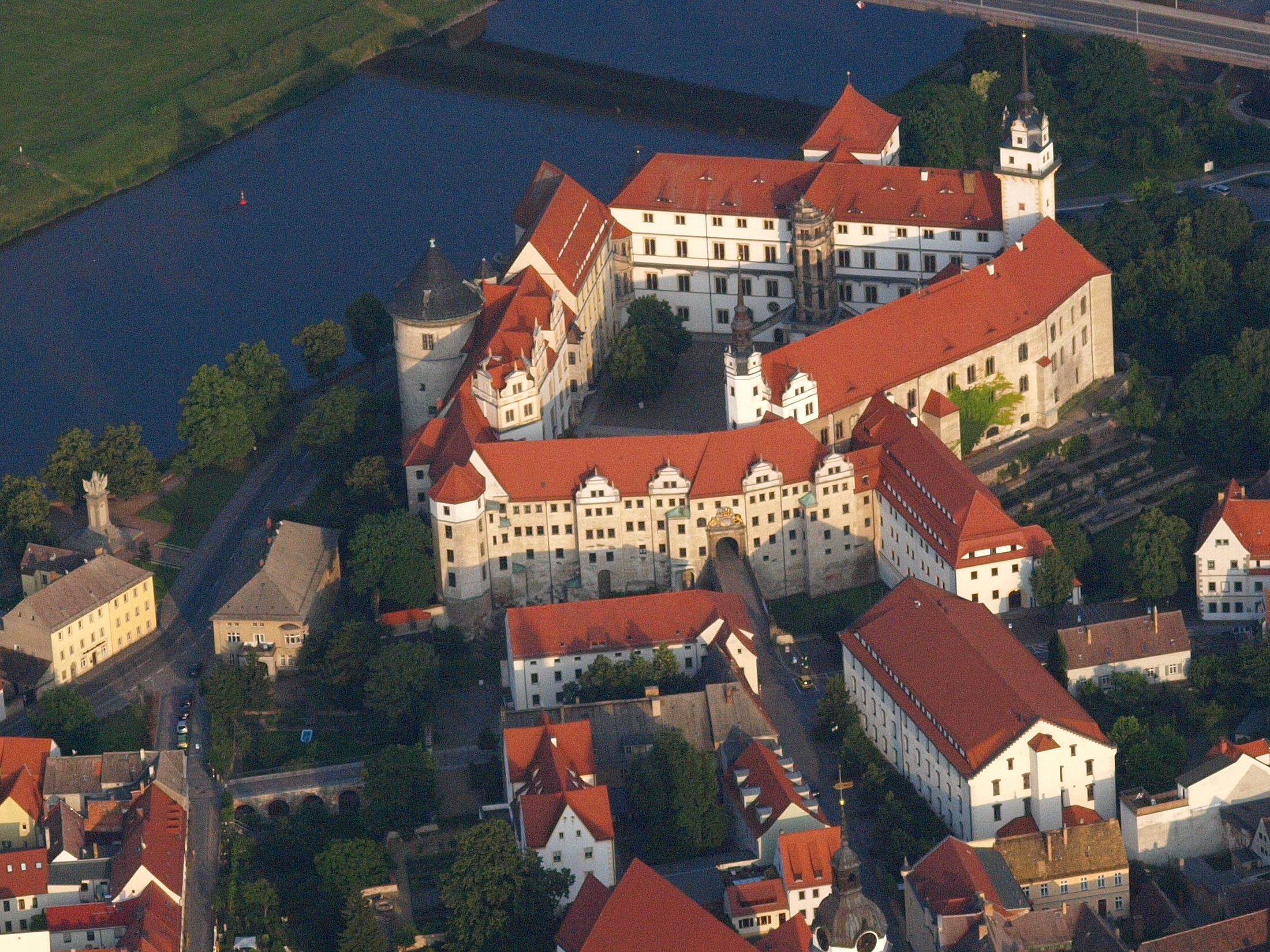
Schloss Hartenfels aus Nordwesten
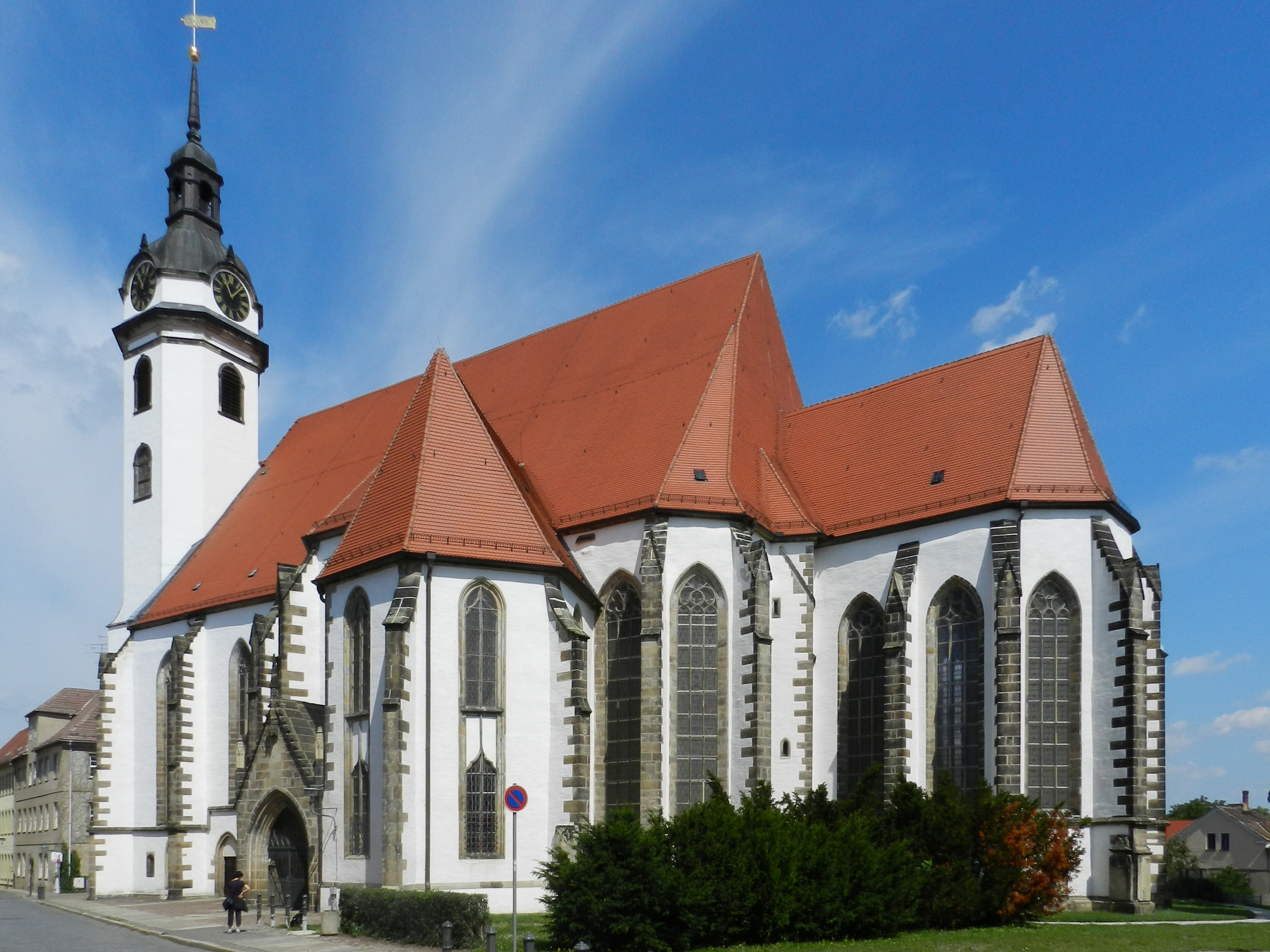
Marienkirche

### Herkunft und Bedeutung des Namens der Stadt
Im Laufe der Jahre variierten die Schreibweisen des Namens von Torgau im Unterschied zu vielen anderen Ortsnamen nur geringfügig. In zahlreichen Urkunden und Akten steht zum Beispiel:
- 973 Turguo
- 1004 Torgua, Turgua
- 1119 Thurgovve, es wird ein mercatus (mercatus ist Handel, Markt, Messe)[4] genannt.
- 1181 Thurugowe
- 1204 Ein Adelsgeschlecht nennt sich nach der Stadt, von Torgau
- 1234 Torgowe
- 1243 Turgowe
- 1350 Turggo, civitas Turgow (civitas ist Bürgerrecht oder Bürgerschaft)
- 1406 Thurgaw, Turgaw, Torgau
- seit 1791 wird Torgau wie in der Gegenwart geschrieben und gesprochen.

Der Name ist altsorbischer Herkunft; „torg“ bedeutet Markt (vgl. obersorbisch torhošćo). Torgow ist also ein Marktort.

### Torgau in der Zeit der Reformation

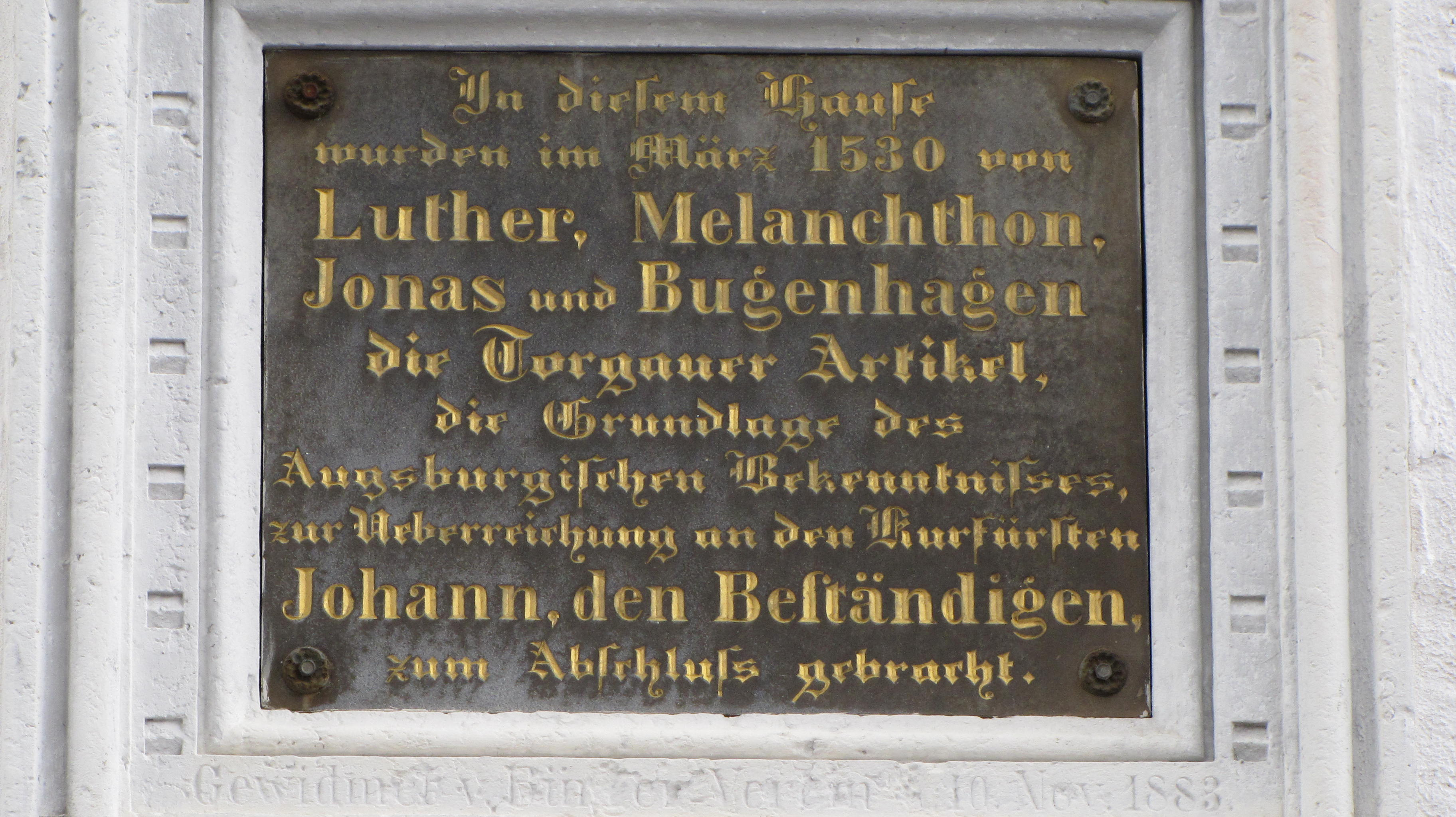
Torgauer Artikel

Der sächsische Kurfürst Ernst machte Torgau zur Residenz seines Machtbereiches. Schloss Hartenfels wurde zur Hauptresidenz der ernestinischen Kurfürsten: Hier residierten Friedrich der Weise, Johann der Beständige und Johann Friedrich. Torgau war mit Schloss Hartenfels zu der Zeit das politische Zentrum der Reformation und ist heute eine wichtige Lutherstätte in Sachsen. Überliefert ist der Spruch: „Wittenberg ist die Mutter, Torgau die Amme der Reformation“. Im März 1530 verfasste Martin Luther hier gemeinsam mit Jonas, Melanchthon und Bugenhagen die Torgauer Artikel. Johann Walter, der Herausgeber des ersten evangelischen Chorgesangbuchs, arbeitete ab 1526 als Stadtkantor in Torgau.

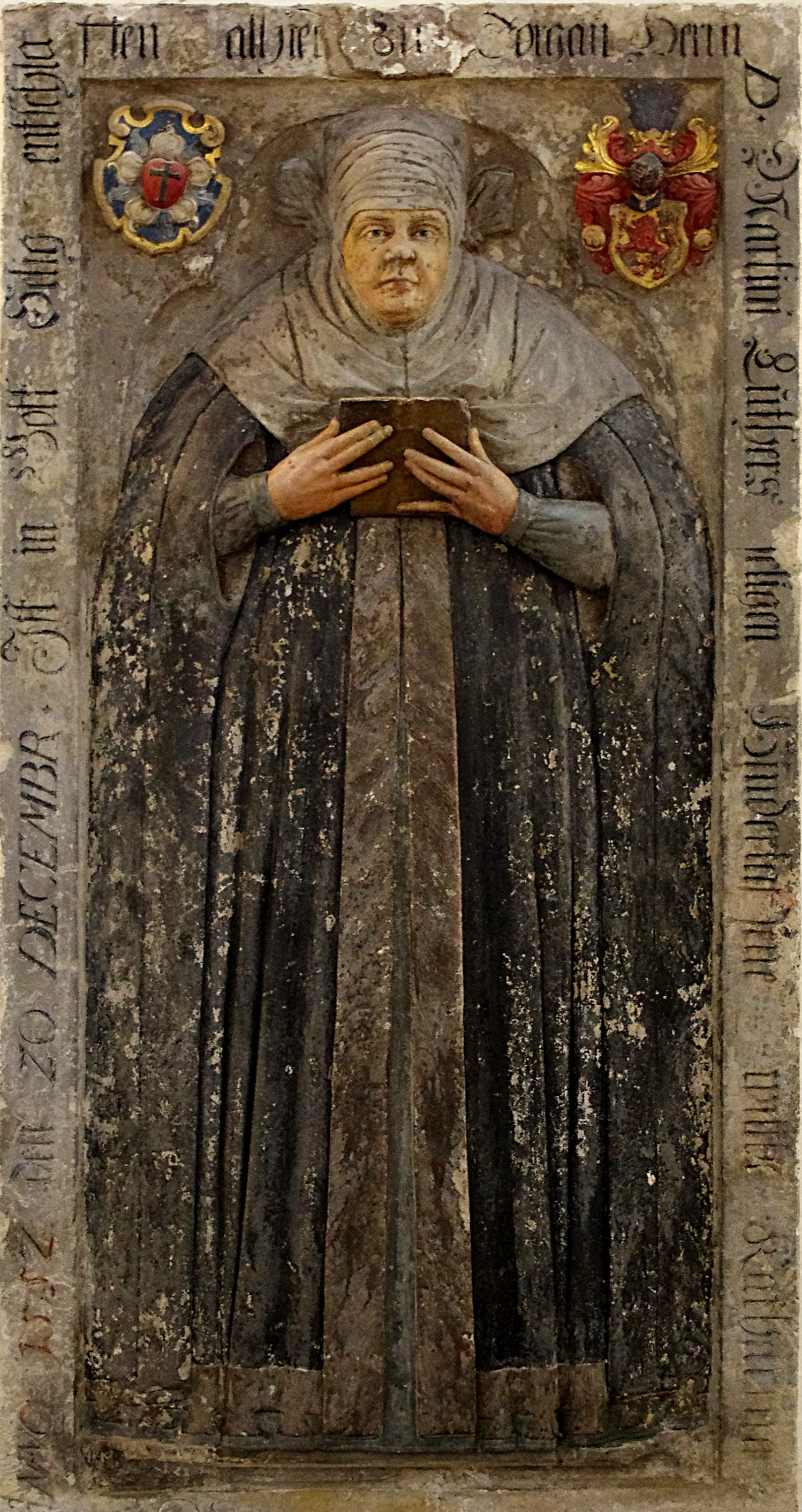
Grabmal von Katharina von Bora

Im Schmalkaldischen Krieg von 1546 bis 1547 unterlagen die protestantischen Landesfürsten Kaiser Karl V. Infolge der Wittenberger Kapitulation kam neben anderen Gebieten auch Torgau vom ernestinischen Sachsen unter Johann Friedrich zum albertinischen Sachsen unter seinem Vetter Moritz in Dresden. Durch den gleichzeitigen Wechsel der Kurwürde blieb es in Kursachsen. Schloss Hartenfels war fortan nur noch Nebenresidenz, verlor jedoch nie die symbolische Bedeutung für die reformatorische Bewegung.
1552 reiste Luthers Witwe Katharina von Bora nach Torgau, um sich vor der in Wittenberg ausgebrochenen Pest in Sicherheit zu bringen. Bei einem Kutschenunfall brach sie sich jedoch das Becken und starb am 20. Dezember 1552 in Torgau an den Folgen. In ihrem Sterbehaus befindet sich ein ihr gewidmetes Museum. Ihr Grabmal in der Kirche St. Marien ist eine der Torgauer Sehenswürdigkeiten.

### 18. bis Mitte des 20. Jahrhunderts

Karte von Torgau um 1756

Karte von Torgau und Umgebung um 1770

Am 3. November 1760 fand mit der Schlacht bei Torgau auf den Süptitzer Höhen die letzte große Schlacht des Siebenjährigen Krieges statt.
Im Jahr 1811 wurde auf Befehl Napoleons die Festung Torgau ausgebaut, im Rahmen der Befreiungskriege aber schon Ende 1813 von Preußen nach vorheriger Belagerung erobert. Torgau fiel nach dem Willen der Sieger und den Beschlüssen des Wiener Kongresses 1815 auch dauerhaft an Preußen in der Provinz Sachsen.

Katholische Kirche und Schule nach dem Brand 1906

Ab 1854 gab es vorrangig für die katholischen Soldaten in preußischen Diensten eine katholische Kirche; sie brannte 1906 ab und wurde 1909 an anderer Stelle durch einen größeren Nachfolgebau ersetzt. Am 13. August 1864 gründete sich die Turnerfeuerwehr Torgau, später Freiwillige Feuerwehr Torgau. 1927 nahm Villeroy & Boch das Steingutwerk Torgau in Betrieb.
Zur Zeit des Nationalsozialismus, in den Jahren von 1943 bis 1945, war Torgau Sitz des Reichskriegsgerichts. Im Wehrmachtgefängnis Torgau auf Fort Zinna wurden über 1000 Todesurteile verhängt und vollstreckt. Opfer der Hinrichtungen waren unter anderem Wehrdienstverweigerer, Zeugen Jehovas, Widerstandskämpfer und amerikanische Kriegsgefangene. Heute befindet sich hier der Erinnerungsort Torgau (Stiftung Sächsische Gedenkstätten).
Torgau beherbergte von Februar 1941 bis April 1945 in einer ehemaligen Druckerei in der Naundorfer Straße den Sitz der Verwaltung des Kriegsgefangenenlagers Stalag IV D. Während im Lager in Torgau etwa 800 Kriegsgefangene lebten, waren am 1. Oktober 1944 insgesamt 45.223 Kriegsgefangene im Stalag IV D in Torgau registriert. Sie wurden fast alle auf Arbeitskommandos im Umland verteilt.
Das Gedenkbuch des Bundesarchivs für die Opfer der nationalsozialistischen Judenverfolgung in Deutschland (1933–1945) verzeichnet namentlich vier jüdische Einwohner Torgaus, die deportiert und ermordet wurden.

### Die Begegnung an der Elbe

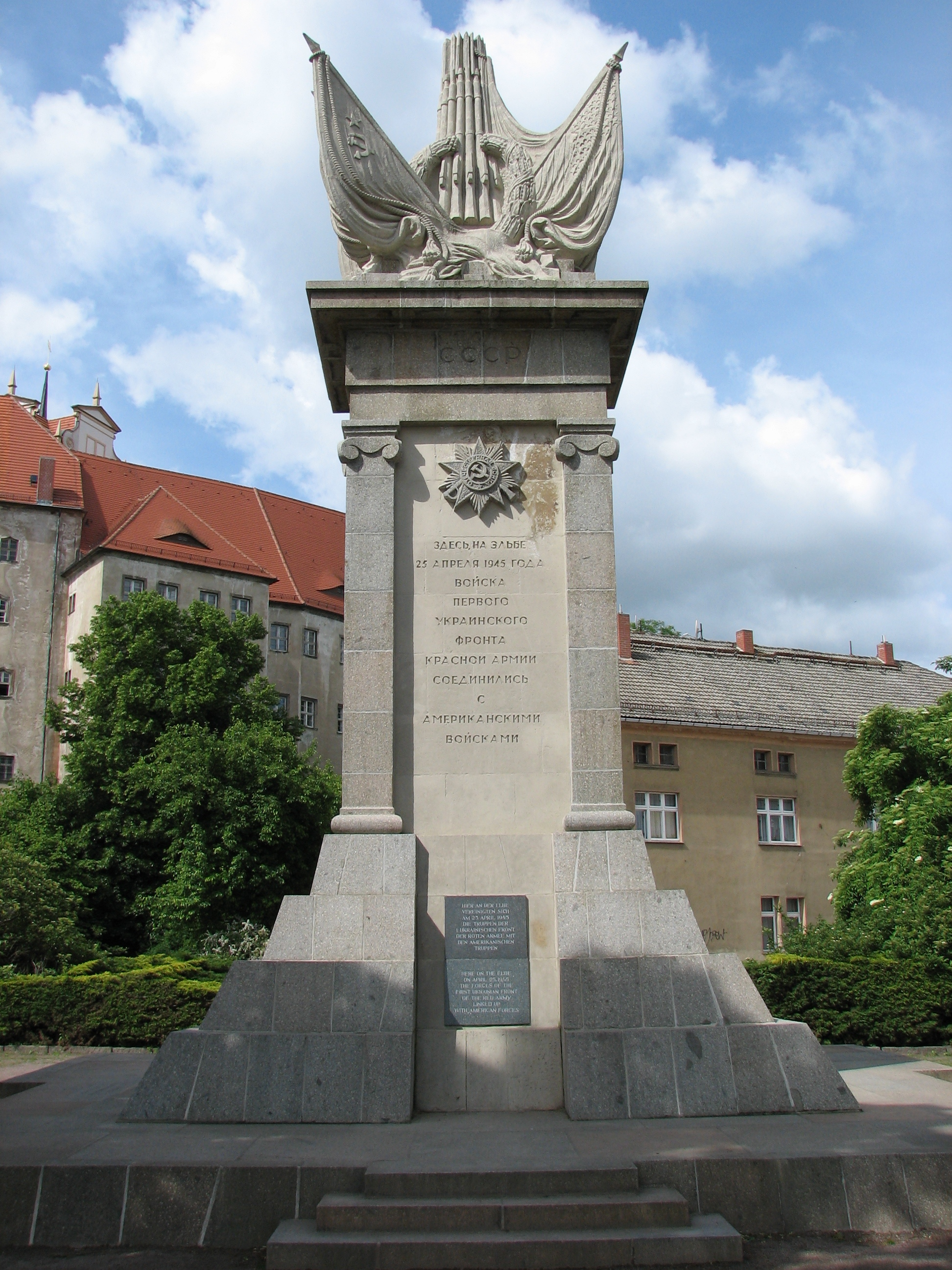
Sowjetisches Denkmal anlässlich des Zusammentreffens der Alliierten Truppen

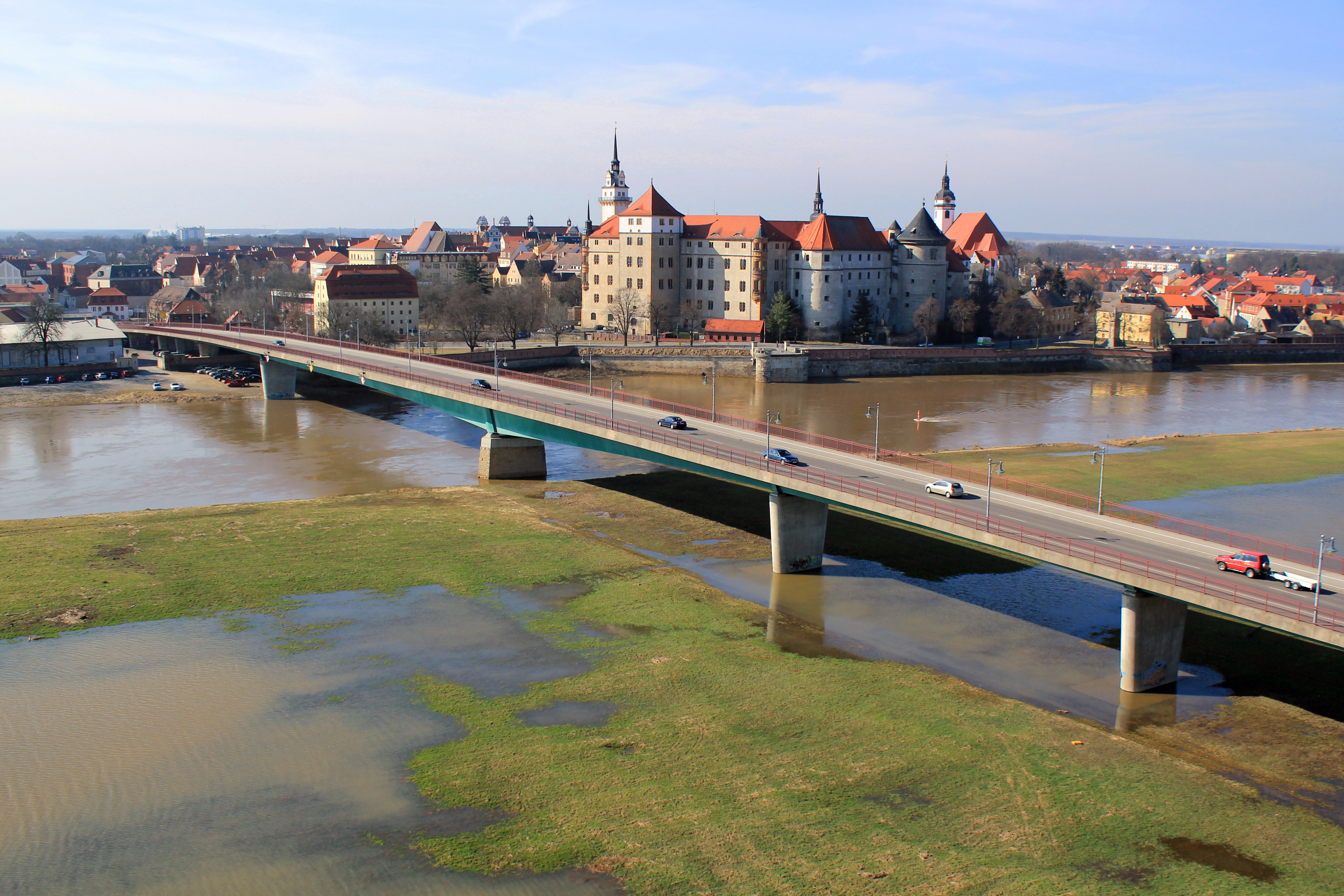
Elbebrücke 2012

Torgau erlangte Ende des Zweiten Weltkrieges internationale Berühmtheit, als sich am 25. April 1945 sowjetische und US-amerikanische Truppen an der Elbe bei der Stadt trafen und am 26. April 1945 diesen Elbe Day für die Kameras auf der zerstörten Elbebrücke in Szene setzten.
Den ersten Kontakt hatten die beiden Armeen während des Krieges in Europa am 25. April 1945 an der Elbe bei Strehla, 30 Kilometer flussaufwärts von Torgau. Der Gedenktag Elbe Day erinnert an dieses Ereignis.
Einer der damals am Treffen teilnehmenden US-Soldaten, Joe Polowsky, setzte sich später für die Anerkennung des 25. April als „Weltfriedenstag“ ein. Gemäß seinem letzten Willen wurde er 1983 auf dem evangelischen Friedhof in Torgau begraben.

### Nachkriegszeit bis 1989
Von September 1945 bis Oktober 1948 betrieb der NKWD in Torgau im früheren Wehrmachtgefängnis Fort Zinna und in der nahe gelegenen Seydlitz-Kaserne die Speziallager Nr. 8 und Nr. 10.
Zwischen 1964 und 1989 gab es in Torgau einen Geschlossenen Jugendwerkhof.
Nach dem Ende des Zweiten Weltkrieges wurde Torgau, das zuvor dem ehemaligen preußischen Regierungsbezirk Merseburg angehörte, Teil des neu gegründeten Landes Sachsen-Anhalt. 1952 folgte im Rahmen der Verwaltungsreform in der DDR die Zuordnung als Kreisstadt zum Bezirk Leipzig.

### Torgau wird wieder sächsisch
Als mit der Wiedervereinigung 1990 die Grenzen der neuen Bundesländer festgelegt wurden, gelangte Torgau im Ergebnis einer Volksbefragung zusammen mit dem Großteil des Bezirks Leipzig zu Sachsen.
Zum 1. Januar 1994 wurde Torgau Verwaltungssitz des Landkreises Torgau-Oschatz und zum 1. August 2008 des Landkreises Nordsachsen. Die ehemalige Kreisstadt Delitzsch hat zwar deutlich mehr Einwohner, ist jedoch dezentral gelegen.
Zum 1. Januar 2009 erfolgte die Erhebung zur Großen Kreisstadt.

### Eingemeindungen
Am 20. Juli 1950 wurden die bis dahin eigenständige Gemeinde Werdau und der Ortsteil Repitz der Gemeinde Döbern eingegliedert. Am 1. Januar 1994 wurden Graditz und Melpitz eingemeindet. Am 1. Januar 2009 erfolgte die Eingemeindung der zuvor selbstständigen Gemeinde Pflückuff, die Stadtfläche wurde dadurch von 42,08 km² auf 90,33 km² mehr als verdoppelt. Mit der Eingemeindung von Zinna mit Wirkung zum 1. Januar 2013 stieg die Fläche der Stadt über 100 km².
| Ehemalige Gemeinde bzw. Gutsbezirk | Datum                  | Anmerkung |
| ---------------------------------- | ---------------------- | --- |
| Altenau                            | 9. Feb. 1857           | Teileingliederung (4,1 ha) der wüsten Mark in den Gutsbezirk Repitz                                                                    |
| Beckwitz                           | 1. Jan. 1994           | Zusammenschluss mit Loßwig, Mehderitzsch, Staupitz und Weßnig zu Pflückuff                                                             |
| Bennewitz                          | 20. Juli 1950          | Eingemeindung nach Weßnig |
| Borack (Boragk)                    | 24. Juni 1865          | Eingemeindung der wüsten Mark nach Mehderitzsch                                                                                        |
| Eiserkuth                          | 30. Juli 1860          | Eingemeindung der wüsten Mark nach Staupitz                                                                                            |
| Graditz                            | 1. Jan. 1994           | |
| Graditz, Gutsbezirk                | zwischen 1928 und 1930 | Eingemeindung nach Graditz |
| Kranichau                          | 20. Juli 1950          | Eingemeindung nach Mehderitzsch |
| Kranichau, Gutsbezirk Rittergut    | zwischen 1928 und 1930 | Eingemeindung nach Kranichau |
| Kunzwerda, Gutsbezirk Freigut      | zwischen 1928 und 1930 | Eingemeindung nach Weßnig |
| Loßwig                             | 1. Jan. 1994           | Zusammenschluss mit Beckwitz, Mehderitzsch, Staupitz und Weßnig zu Pflückuff                                                           |
| Mahla, Gutsbezirk Freigut          | zwischen 1928 und 1930 | |
| Mehderitzsch                       | 1. Jan. 1994           | Zusammenschluss mit Beckwitz, Loßwig, Staupitz und Weßnig zu Pflückuff                                                                 |
| Melpitz                            | 1. Jan. 1994           | |
| Obernaundorf                       | 30. Juli 1860          | Eingemeindung der wüsten Mark nach Staupitz                                                                                            |
| Pflückuff                          | 1. Jan. 2009           | |
| Repitz                             | 20. Juli 1950          | Umgliederung von der Gemeinde Döbern nach Torgau, (zwischen 1928 und 1930 Eingliederung des Gutsbezirks Repitz in die Gemeinde Döbern) |
| Schloßwiesen                       | 30. Juli 1860          | Eingemeindung der gemeindefreien Grundstücke nach Staupitz                                                                             |
| Staupitz                           | 1. Jan. 1994           | Zusammenschluss mit Beckwitz, Loßwig, Mehderitzsch und Weßnig zu Pflückuff                                                             |
| Welsau                             | 20. Juli 1950          | Eingemeindung nach Zinna |
| Werdau                             | 20. Juli 1950          | |
| Weßnig                             | 1. Jan. 1994           | Zusammenschluss mit Beckwitz, Loßwig, Mehderitzsch und Staupitz zu Pflückuff                                                           |
| Weßnig, Gutsbezirk Rittergut       | zwischen 1928 und 1930 | Eingemeindung nach Weßnig |
| Zinna (Flur 5)                     | um 1980                | Umgliederung von ca. 36,5 ha (Teil der Gemarkung Zinna Flur 5) nach Torgau (Gemarkung Torgau Flur 41)                                  |
| Zinna (Flur 11 und 12)             | 1. Jan. 1999           | Umgliederung von 190,0902 ha (Gemarkung Zinna Flur 11 und Zinna Flur 12) nach Torgau                                                   |
| Zinna                              | 1. Jan. 2013           | |

## Bevölkerung
| Jahr    | Einwohner |
| ------- | --------- |
| 1831    | 06.440    |
| 1885 1) | 10.988    |
| 1946 2) | 18.455    |
| 1950 3) | 19.683    |
| 1960    | 19.690    |
| 1981    | 21.222    |
| 1984    | 21.508    |

| Jahr    | Einwohner * |
| ------- | ----------- |
| 1999    | 19.571      |
| 2002    | 19.062      |
| 2004    | 18.843      |
| 2005    | 18.719      |
| 2007    | 17.837      |
| 2010 4) | 19.688      |
| 2012    | 20.248      |

| Jahr | Einwohner * |
| ---- | ----------- |
| 2013 | 20.092      |
| 2014 | 19.964      |
| 2015 | 20.047      |
| 2017 | 20.088      |
| 2018 | 20.065      |
| 2019 | 19.883      |
| 2020 | 19.768      |

| Jahr | Einwohner * |
| ---- | ----------- |
| 2021 | 19.625      |
| 2022 | 20.178      |
| 2023 | 20.063      |
| 2024 | 19.092      |

ab 1990: Stand: 31. Dezember des jeweiligen Jahres (Angaben des Statistischen Landesamtes Sachsen), ab 2011 auf Basis des Zensus 2011, ab 2022 auf Basis des Zensus 2022

## Politik
- Linke: 1
- SPD: 2
- FDP: 2
- ABDT: 4
- FW: 3
- CDU: 4
- AfD: 6

### Stadtrat
Der Stadtrat setzt sich seit der Stadtratswahl vom 9. Juni 2024 wie nebenstehend aufgeführt zusammen. Frühere Wahlen sind tabellarisch aufgelistet.
| Liste                                                   | 2024   | 2024   | 2019   | 2019   | 2014   | 2014   |
| Liste                                                   | Sitze  | in %   | Sitze  | in %   | Sitze  | in %   |
| ------------------------------------------------------- | ------ | ------ | ------ | ------ | ------ | ------ |
| AfD                                                     | 6      | 27,9   | 2      | 18,2   | –      | –      |
| CDU                                                     | 4      | 18,6   | 7      | 30,3   | 9      | 37,7   |
| Aktive Bürger für Demokratie in der Region Torgau e. V. | 4      | 18,0   | –      | –      | –      | –      |
| Freie Wählergemeinschaft Torgau-Oschatz                 | 3      | 12,8   | 4      | 16,3   | 4      | 17,2   |
| SPD                                                     | 2      | 8,6    | 3      | 14,6   | 4      | 18,2   |
| FDP                                                     | 2      | 6,7    | 1      | 8,1    | –      | 3,4    |
| Linke                                                   | 1      | 6,2    | 3      | 12,5   | 4      | 19,1   |
| Grüne                                                   | –      | 1,3    | –      | –      | 1      | 4,4    |
| Wahlbeteiligung                                         | 58,4 % | 58,4 % | 52,0 % | 52,0 % | 38,9 % | 38,9 % |

### Bürgermeister
Das Amt des Bürgermeisters hat seit 2022 Henrik Simon inne.
| Wahl | Bürgermeister        | Vorschlag   | Wahlergebnis (in %) |
| ---- | -------------------- | ----------- | ------------------- |
| 2022 | Rüdiger Henrik Simon | Simon       | 55,8                |
| 2015 | Romina Barth         | CDU         | 50,2                |
| 2008 | Andrea Staude        | SPD         | 77,6                |
| 2001 | Andrea Staude        | SPD         | 47,7                |
| 1994 | Wolfgang Gerstenberg | Gerstenberg | 60,0                |

### Wappen
| Großes Wappen der Stadt Torgau | Blasonierung: „Geviert, von Silber und Blau; Feld 1 und 4: je vier rote Sparren pfahlweise, Feld 2 und 3: je ein Heraldisch linksgerichteter steigender silberner Löwe mit roter Bewehrung und ausgeschlagener Zunge.“                                                                                 |
| Großes Wappen der Stadt Torgau | Wappenbegründung: Kurfürst Friedrich III., auch der Weise genannt, verlieh seiner Geburtsstadt am 11. Juni 1514 das noch heute gültige Wappen. Außerdem besitzt Torgau ein Vollwappen mit silbernem Stechhelm und silbern-blauer Helmdecke sowie linksgewendetem silbernem Löwenrumpf mit blauem Flug. |

Ein Torgau-Wappen, das nicht dem Städtischen entspricht, gehört dem Brandenburger Adelsgeschlecht von Torgau. Friedrich Udo ist der erste der um 1204 den Namen nach der Stadt Torgau führt. Sie hatten u. a. Besitz in Graditz.

### Städtepartnerschaften

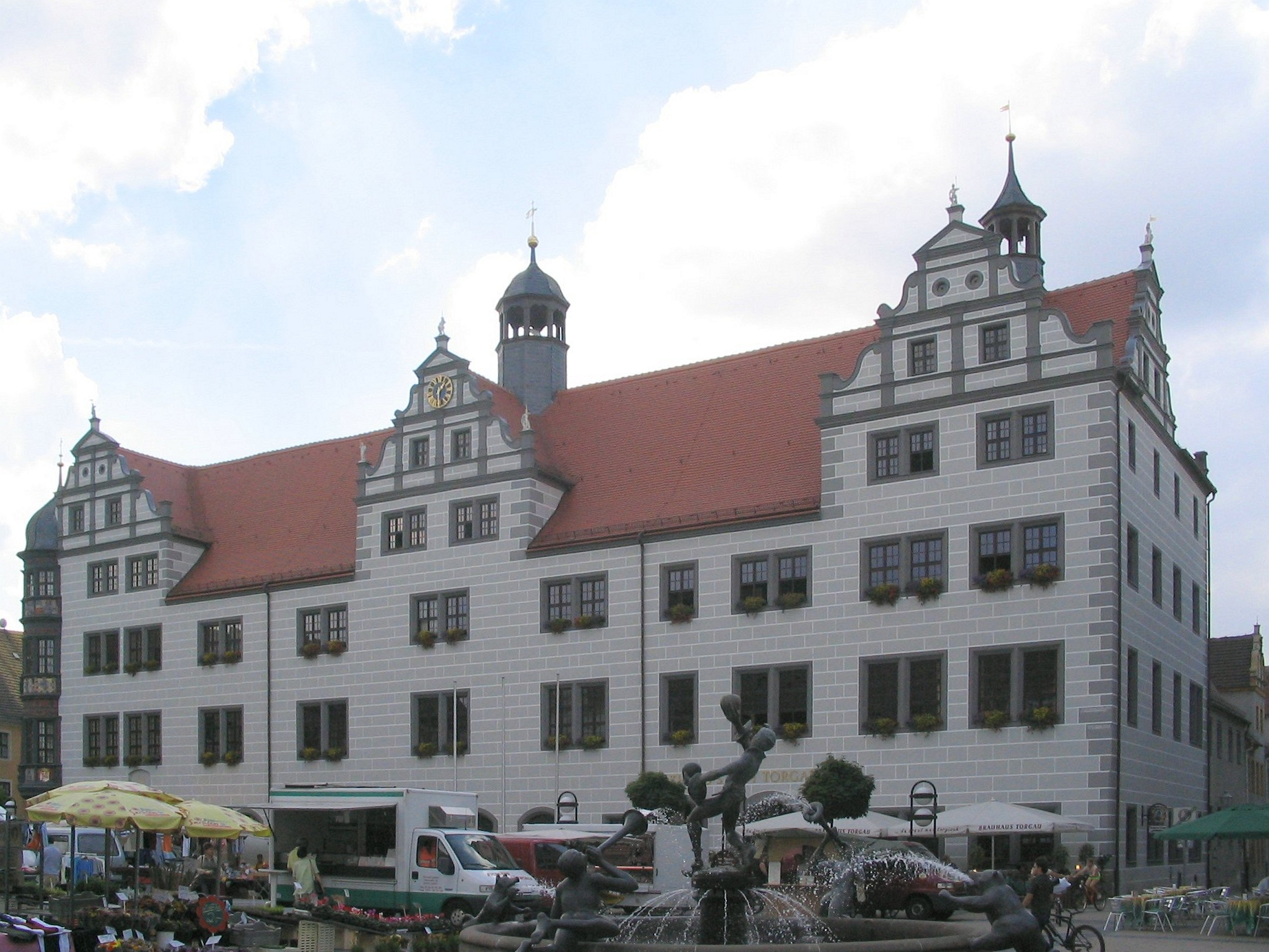
Rathaus Torgau

Torgau pflegt Städtepartnerschaften zu
- Sindelfingen in Baden-Württemberg
- Znojmo in Tschechien
- Hämeenkyrö in Finnland (Städtefreundschaft)

Die Städtepartnerschaft zu  Strzegom (Striegau) wurde im November 2019 von Torgauer Seite gekündigt. Anlass hierfür war das Verhalten der polnischen Delegation während des Stadtfestes im Oktober. Die Partnerschaft bestand seit 1997.

## Kultur und Sehenswürdigkeiten

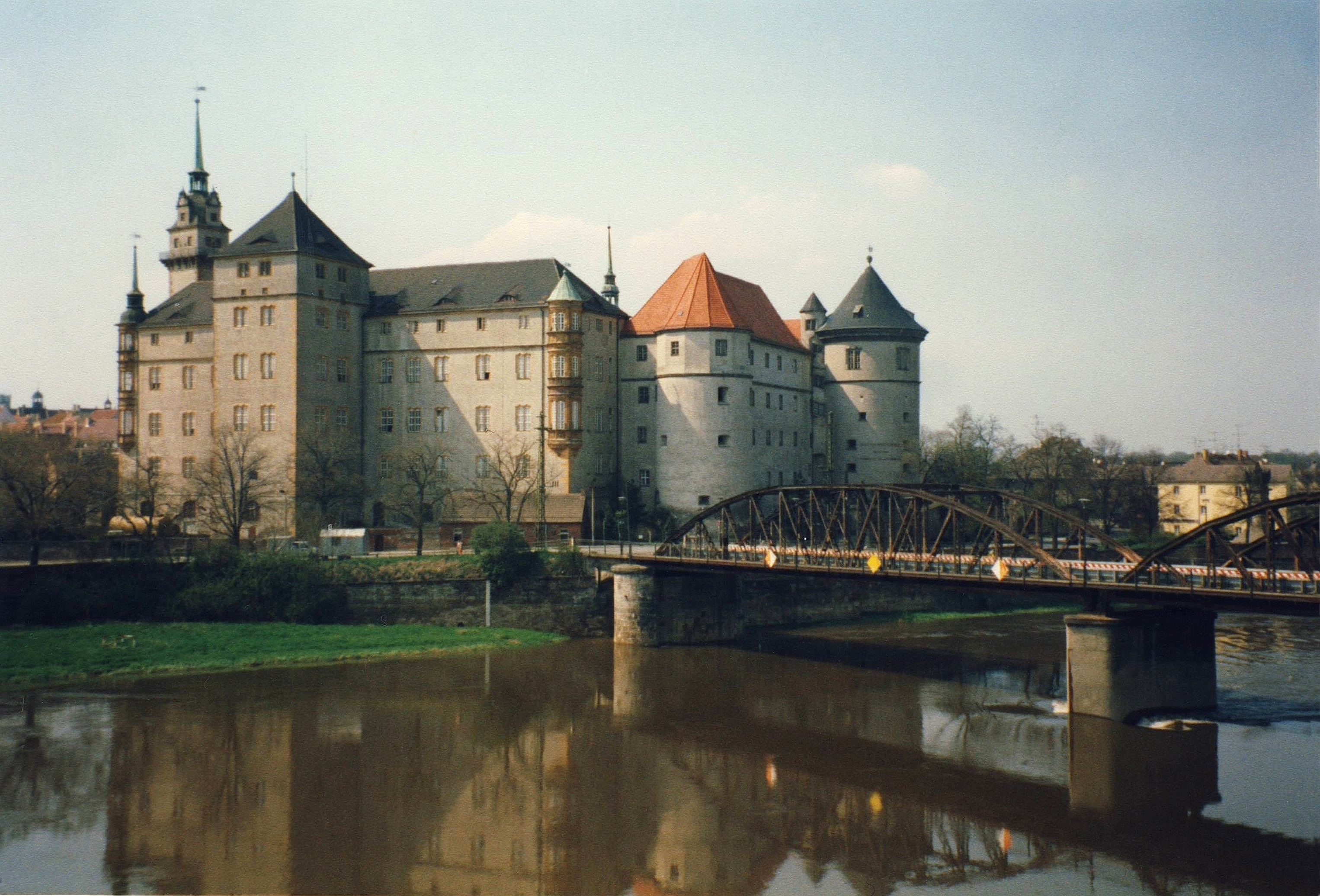
Schloss Hartenfels mit historischer Brücke über die Elbe

Rund 500 Baudenkmale der Spätgotik und Renaissance stellen ein städtebauliches Ensemble von internationalem Rang dar. Nahe der Elbe steht Schloss Hartenfels, das besterhaltene Schloss der Frührenaissance, das der Sitz der ernestinischen Wettiner war und heute wechselnde Ausstellungen beherbergt. Von Mai 2012 bis Oktober 2013 war die Ausstellung der Staatlichen Kunstsammlungen Dresden „Churfürstliche Guardie“ zu sehen. Im Jahr 2015 wurde in Torgau eine der vier zentralen Ausstellungen zur Luther-Dekade präsentiert.
Die Aufführung der ersten deutschsprachigen Oper Dafne mit der Musik von Heinrich Schütz fand im Schloss Hartenfels statt.

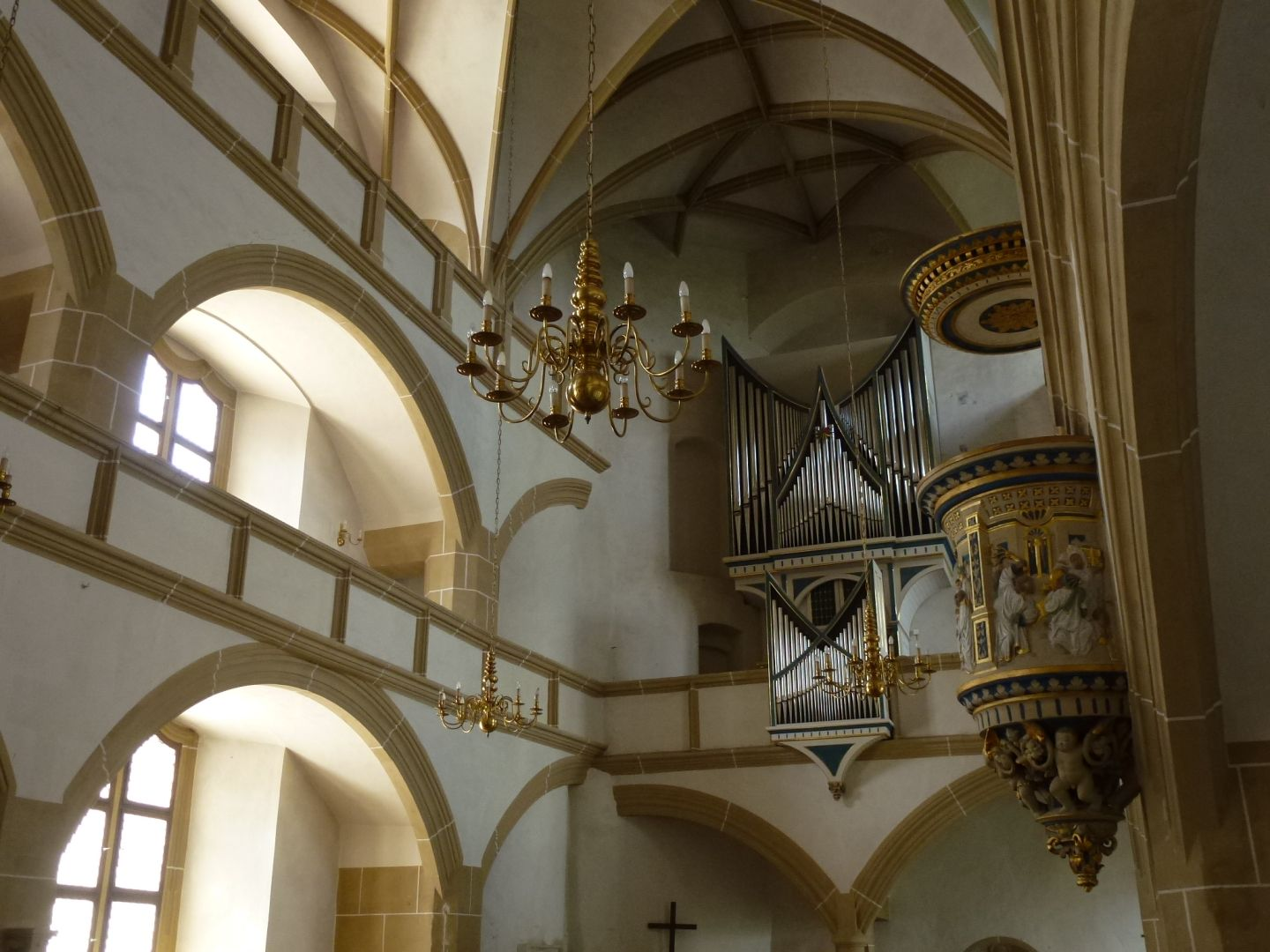
Torgauer Schlosskapelle

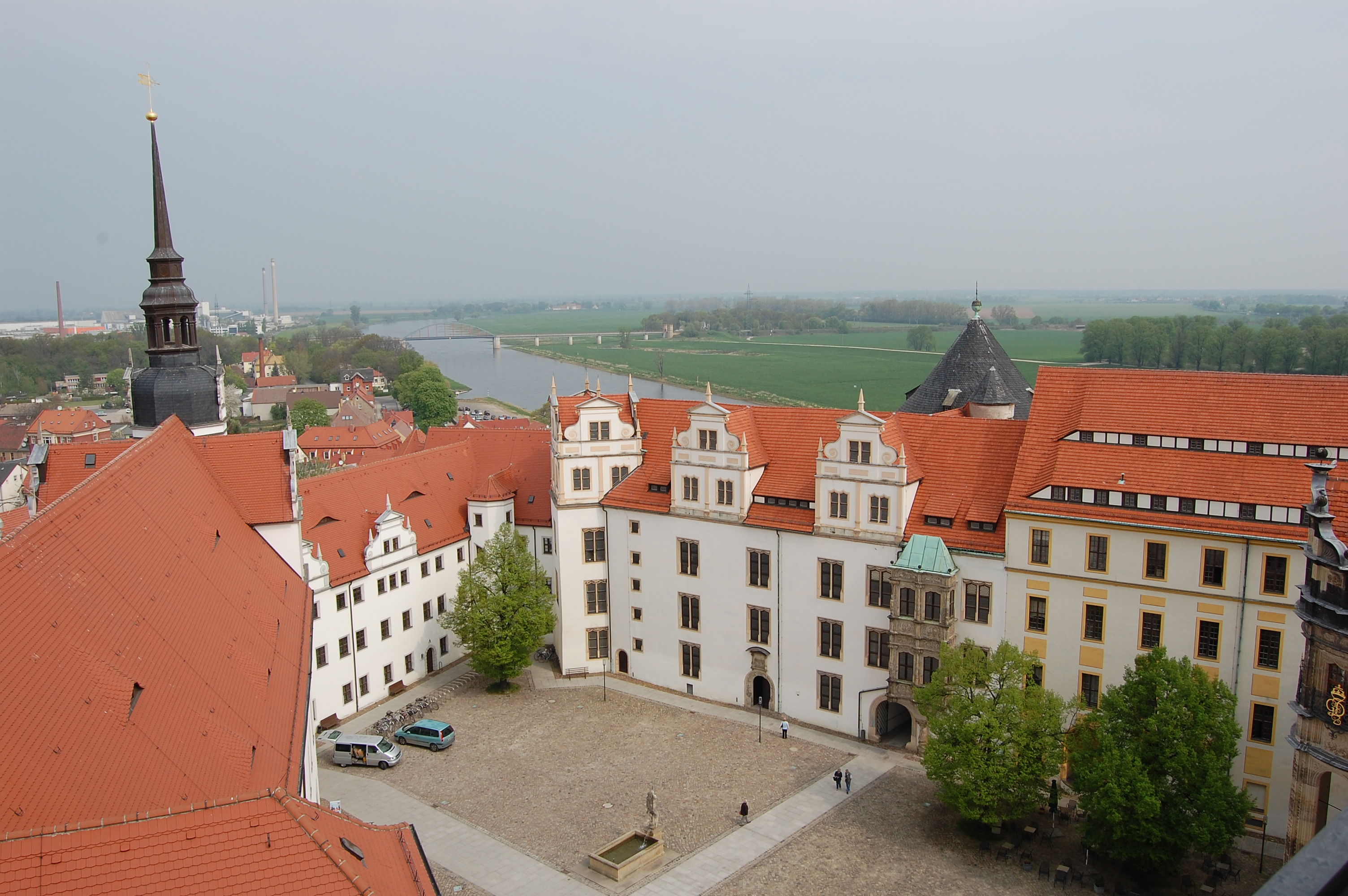
Blick vom Turm des Schlosses Hartenfels auf die Elbe (2009)

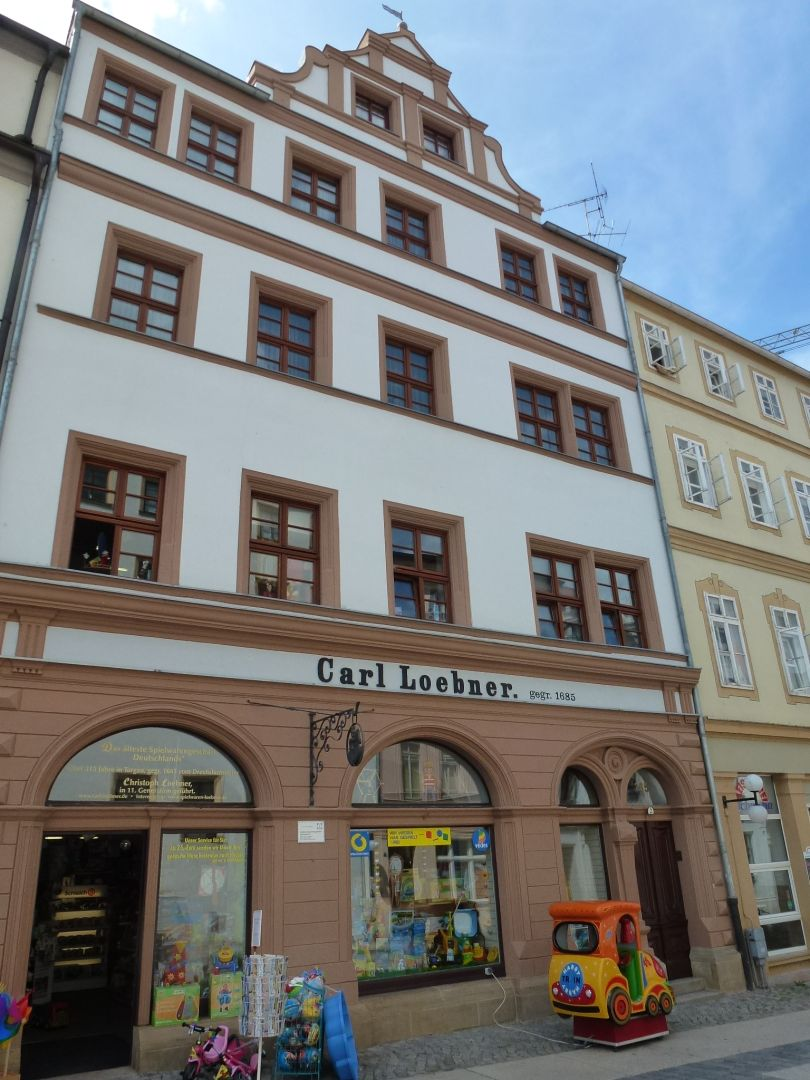
Loebner, der älteste Spielwarenladen in Deutschland

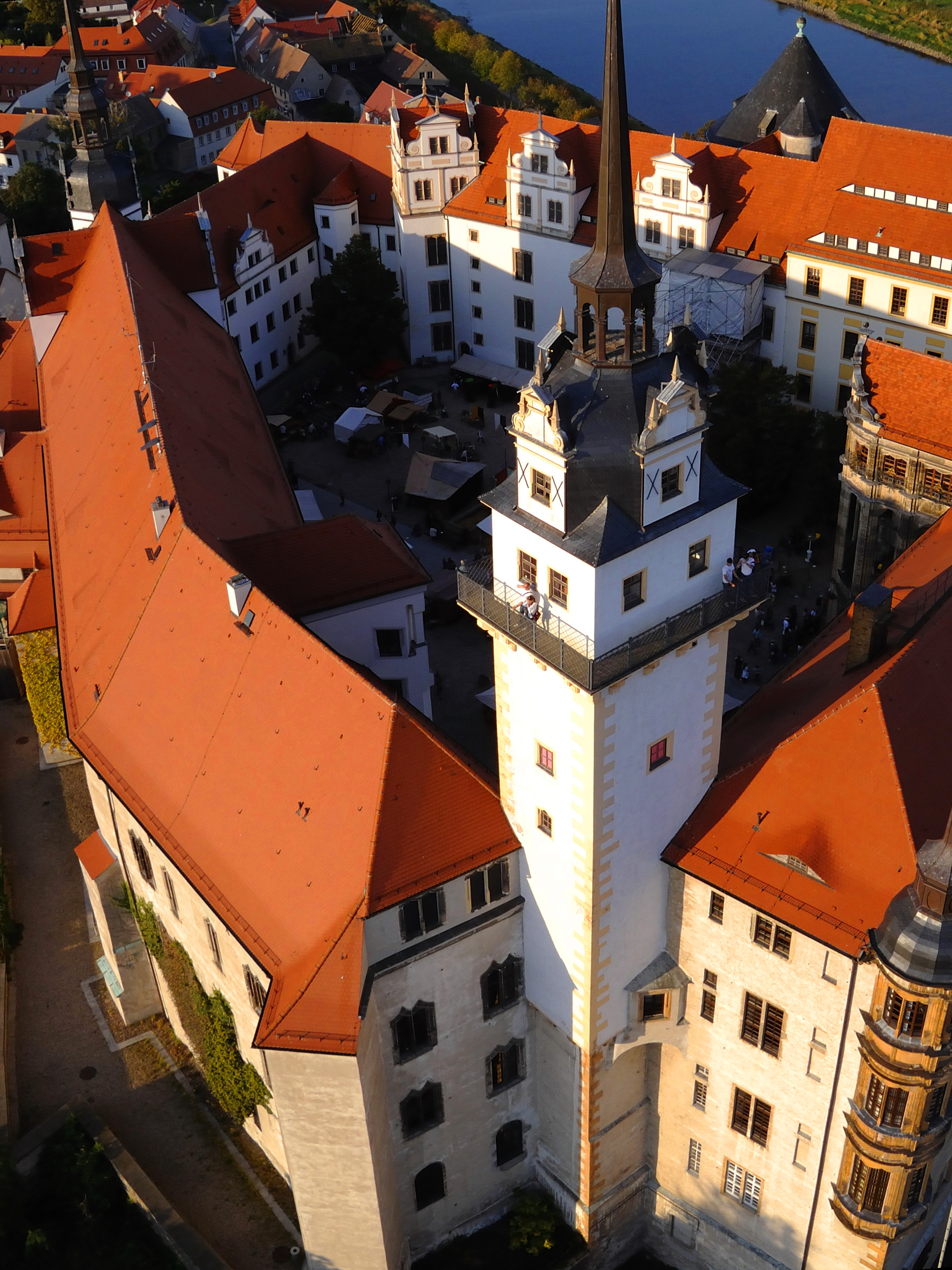
Torturm, Hausmannsturm, Flaschenturm, Elbe Südansicht

Die Torgauer Schlosskapelle war der erste evangelische Kirchenneubau. Martin Luther rühmte sie mit den Worten: „Salomo hat nirgends einen so schönen Tempel gebaut, als Torgau hat.“ Luthers Vorstellungen von gottesdienstlichen Versammlungen prägen diesen Kirchraum. Er selbst weihte die Kapelle der sächsischen Kurfürsten auf Schloss Hartenfels am 5. Oktober 1544 ein.
Der Torgauer Museumspfad umfasst sieben bedeutende Stationen mit zahlreichen museumspädagogischen Angeboten:
- die Kurfürstliche Kanzlei mit dem Stadt- und Kulturgeschichtlichen Museum, dessen Dauerausstellung 2005 neu eröffnet wurde
- die Katharina-Luther-Stube (Katharinenstraße 11), das Sterbehaus von Katharina von Bora, Luthers Witwe
- die Ausstellung „Klang & Glaube“ im restaurierten Priesterhaus Spalatinhaus (Katharinenstraße 8) erinnert an das Wirken von Johann Walter und Georg Spalatin
- das Braumuseum, das die Bedeutung der Torgauer Braukunst im 15. und 16. Jahrhundert anschaulich dokumentiert
- das Lapidarium und der Hausmannsturm von Schloss Hartenfels, einst Wohnort des Hofnarren Claus
- das aufwändig restaurierte Bürgermeister-Ringenhain-Haus, eines der bedeutendsten Renaissance-Bürgerhäuser im mitteldeutschen Raum
- das historische Handwerkerhaus am Beckerwall, dessen Restaurierung im Mai 2010 abgeschlossen wurde.

Die restaurierte Alltagskirche, die profanierte Kirche des ehemaligen Franziskanerklosters, wird als Aula des Johann-Walter-Gymnasiums Torgau genutzt. Die katholische Pfarrei nutzt die Kirche Schmerzhafte Mutter von 1909.
Weiterhin befindet sich im Zentrum der älteste Spielwarenladen in Deutschland (Carl Loebner).
Südlich des Zentrums befindet sich der im 15. Jahrhundert errichtete Große Teich, der eine Fläche von 175 ha einnimmt.
Nahe der Elbe befindet sich am historischen Ort des Geschlossenen Jugendwerkhofes die Gedenkstätte Geschlossener Jugendwerkhof Torgau. Mit ihrer Dauerausstellung dokumentiert sie die repressiven Machtstrukturen des DDR-Bildungssystems, erinnert an die jugendlichen Opfer der sozialistischen Umerziehungspraxis und thematisiert aktuelle Aufarbeitungsprozesse zur Geschichte der Heimerziehung in der DDR, der Bundesrepublik Deutschland und Europa.

### Regelmäßige Veranstaltungen

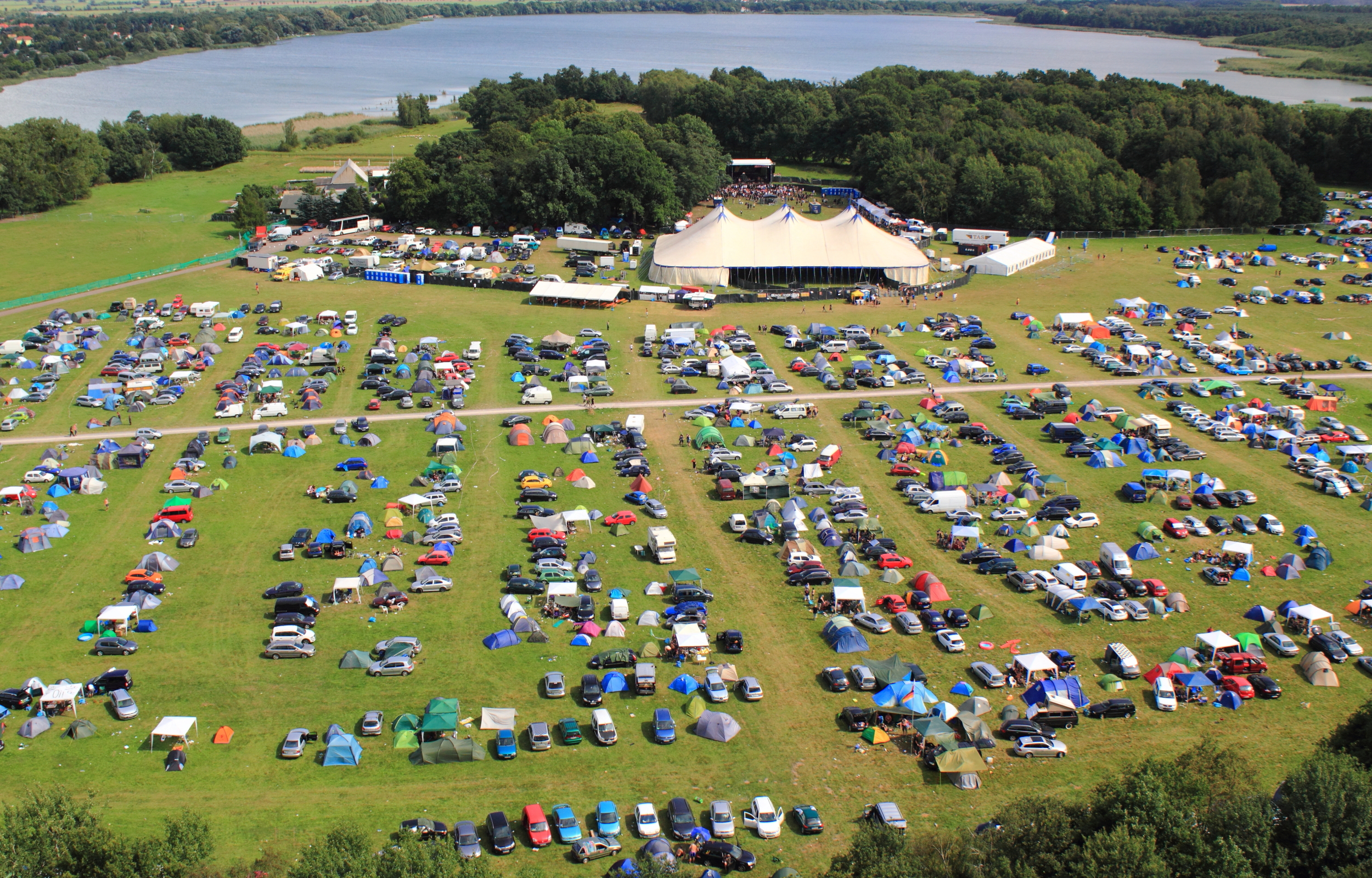
Endless Summer, Open Air Festival, 2014, Entenfang Torgau

Von 1996 bis 2019 fand regelmäßig im August das Endless Summer Open Air, ein zweitägiges Musik-Festival mit zwei Bühnen und Camping-Gelände, im Entenfang statt. Ein weiteres alljährliches Festival ist das In Flammen Open Air, welches primär für Bands aus dem Death Metal Bereich konzipiert ist.
Im Torgauer Ortsteil Mehderitzsch wird seit 2019 das Colors of Beat - Open Air, ein Reggae- und Ska-Festival veranstaltet.
Im Brückenkopf Torgau finden mehrmals im Monat Rockkonzerte statt, organisiert werden diese vom sozial-jugendorientierten Verein IG Rock e. V. Die Kulturbastion Torgau ist ein beliebter Anlaufpunkt für die Bürger der Stadt während des Wochenendes.
Alle zwei Jahre seit 1542, mit Unterbrechung aufgrund der Kriege, findet das Auszugsfest der Geharnischten statt. Vom Himmelfahrtstag bis zum folgenden Sonntag feiert die älteste Bürgerwehr Deutschlands das traditionelle Fest zum Gedenken an die Wurzener Fehde. Teil des Festes sind Kostümierungen, ein Umzug durch die Stadt und Waffenübungen.

### Gedenkstätten

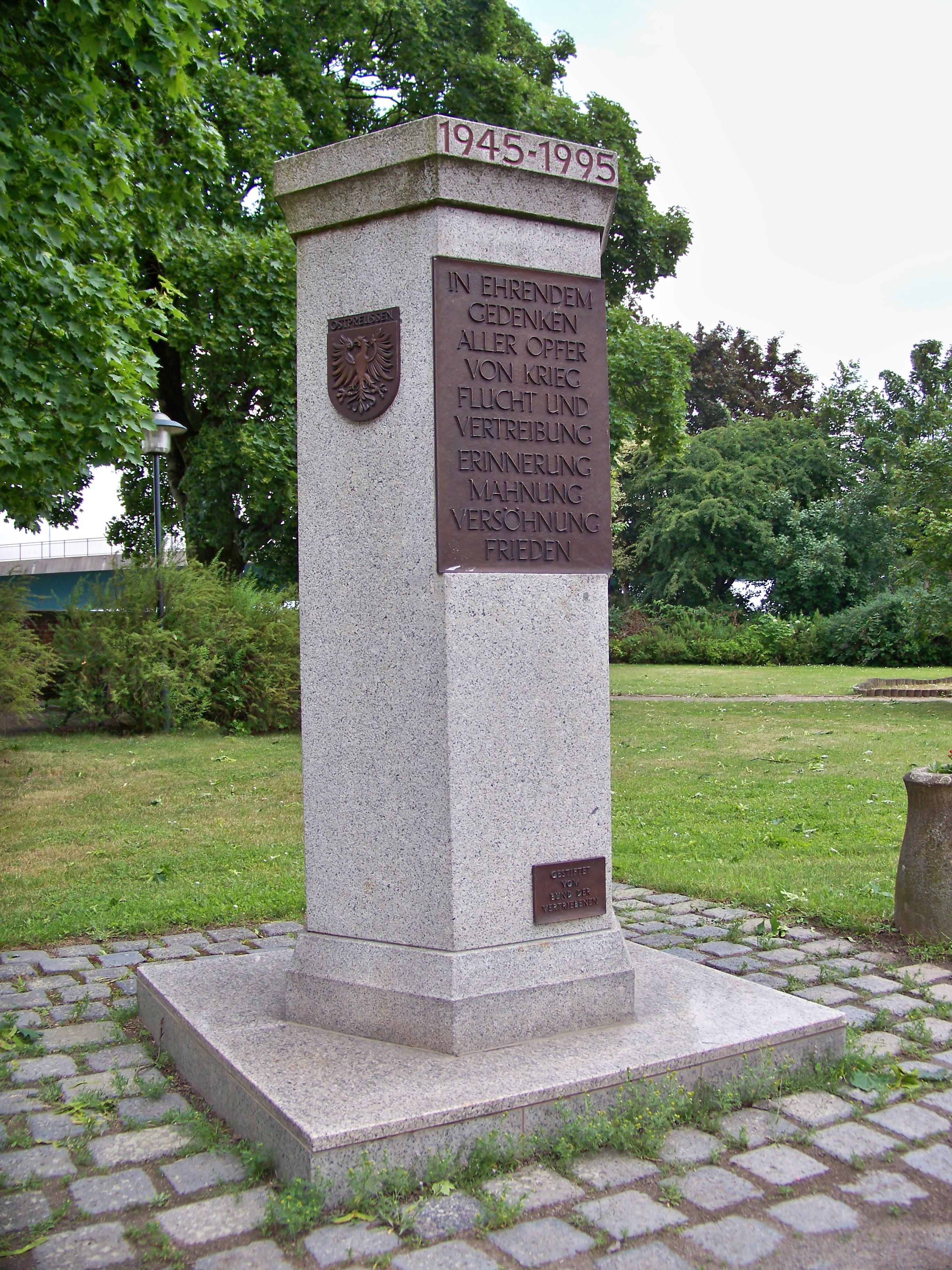
Denkmal für die Opfer von Krieg, Flucht und Vertreibung

- Kriegerdenkmal für in beiden Weltkriegen gefallene Soldaten im Ortsteil Melpitz.[26]
- Kriegerdenkmal für die im Ersten Weltkrieg gefallenen Soldaten des Thüringischen Husaren-Regiments Nr. 12 aus dem Jahre 1922.[27]
- Kriegerdenkmal für im Ersten Weltkrieg gefallene Soldaten im Ortsteil Mehderitzsch.[28]
- Kriegerdenkmal für im Ersten Weltkrieg gefallene Soldaten auf dem Friedhof im Ortsteil Weßnig.[29]
- Ein Gedenkstein aus dem Jahre 1948 auf dem Evangelischen Friedhof an der Dommitzscher Straße erinnert an 160 Männer, die im Zweiten Weltkrieg als Insassen des Wehrmachtgefängnisses Torgau Opfer der Wehrmachtsjustiz geworden sind.
- Eine Grabstätte mit Gedenktafel auf demselben Friedhof erinnert an den kommunistischen Kreistagsabgeordneten Alfred Holzweißig, der nach Verhaftung und Folterung 1935 in den Freitod ging. Eine Gedenktafel an seinem letzten Wohnhaus in der Holzweißigstraße 14 erinnert ebenfalls an ihn.
- Der Sowjetische Ehrenfriedhof mit seinem Obelisken erinnert an die dort begrabenen Zwangsarbeiter und Zwangsarbeiterinnen (und ihre Kinder), an Kriegsgefangene, die Opfer von Zwangsarbeit wurden, sowie an getötete Rotarmisten.
- In örtlicher Nähe zu demselben Ehrenfriedhof wird mit einem Denkmal an den Generalmajor Julius von Koethen erinnert.
- Ein Denkmal auf einer Grünanlage am Friedrichplatz ist allen Opfern des Faschismus gewidmet.
- Das Denkmal am Elbufer erinnert an die Begegnung von sowjetischen und US-amerikanischen Truppen im April 1945.
- Ein Gedenkstein am Harnack-Ring erinnert an den führenden Kopf der Widerstandsorganisation Rote Kapelle Arvid Harnack, der in Berlin-Plötzensee ermordet wurde.
- Ernst-Thälmann-Denkmal an der Promenade
- Ein 1995 errichtetes und vom Bund der Vertriebenen gestiftetes Denkmal für die Opfer von Krieg, Flucht und Vertreibung mit den Wappen der ehemals deutschen Provinzen.[30]
- Die Gedenkstätte Geschlossener Jugendwerkhof Torgau erinnert an über 4000 Jugendliche, die von 1964 bis 1989 in der Disziplinierungseinrichtung der DDR-Jugendhilfe umerzogen werden sollten.[12]
- Der Erinnerungsort Torgau (vormals Dokumentations- und Informationszentrum Torgau (DIZ)) dokumentiert die Geschichte der Torgauer Haftstätten während des Nationalsozialismus, der sowjetischen Besatzungszeit und der DDR.[31]
- Am 27. Februar 2020 wurden zum ersten Mal in Torgau elf Stolpersteine an vier Adressen verlegt.[32][33]

### Sonstiges
Der Anfang des 19. Jahrhunderts komponierte Torgauer Marsch wurde nach der Stadt benannt.
In den Jahren 1996 und 2018 fand das dreitägige Landesfest Tag der Sachsen in Torgau statt.
Von Mai bis Oktober 2004 fand in Torgau unter dem Titel „Glaube und Macht – Sachsen im Europa der Reformationszeit“ die zweite Sächsische Landesausstellung statt. Im Mittelpunkt stand die Reformationsgeschichte.
Zum 500-jährigen Jubiläum der Reformation sowie im Rahmen der darauf hinführenden Luther-Dekade ist Torgau von Mai bis Oktober 2015 Standort der 1. Nationalen Sonderausstellung mit dem Titel „Luther und die Fürsten“. 2015 wurde Torgau der Ehrentitel „Reformationsstadt Europas“ durch die Gemeinschaft Evangelischer Kirchen in Europa verliehen.
Die Landesgartenschau Torgau 2022 von 23. April bis 9. Oktober 2022 ist die 9. Landesgartenschau in Sachsen.

## Wirtschaft und Infrastruktur

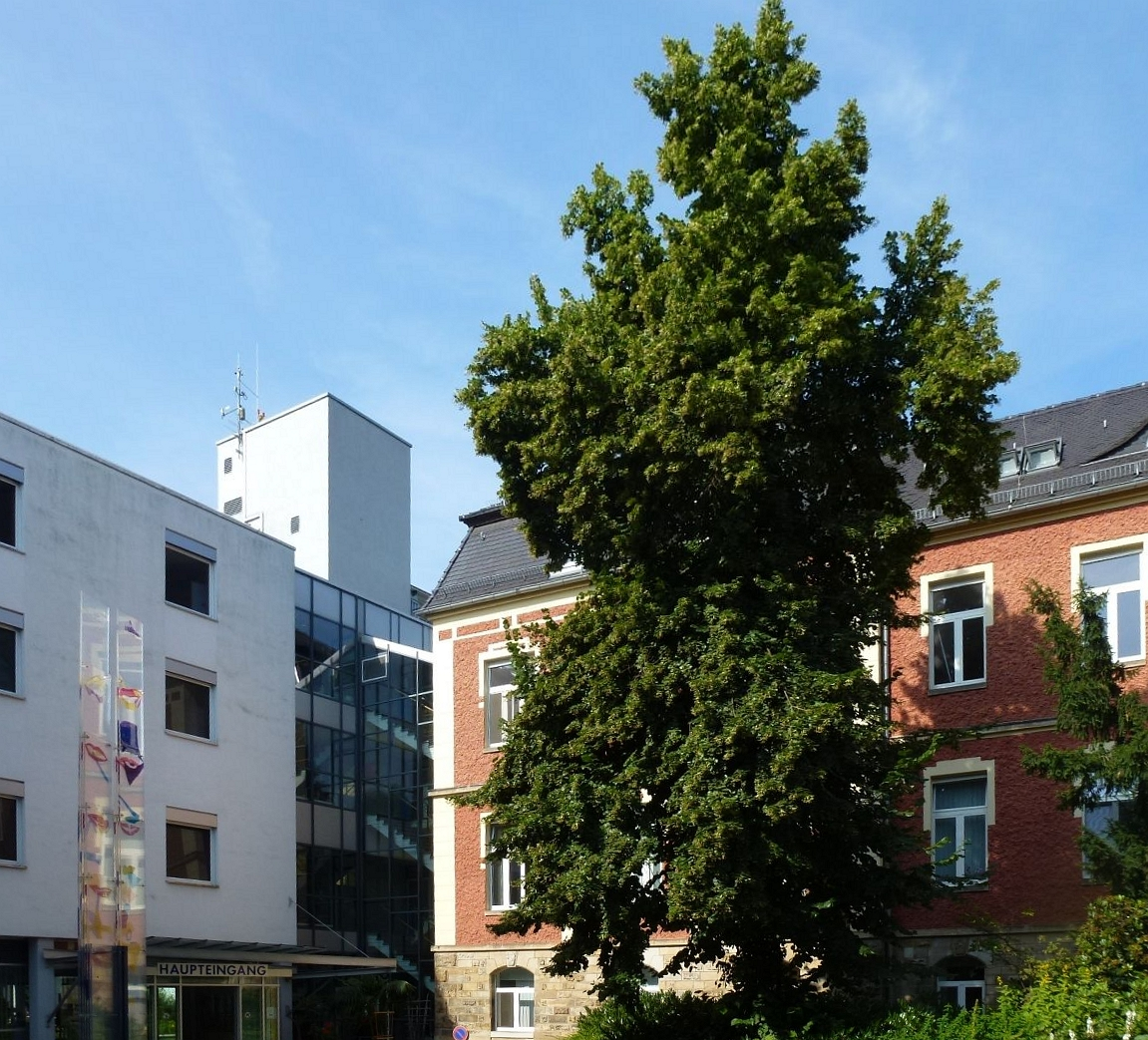
Krankenhaus, Haupteingang

Die Glasindustrie hat Tradition in Torgau. Bereits 1926 wurde in Torgau die Glashütte Torgau gegründet. 1963 wurde das VEB Flachglaskombinat Torgau gegründet, zu dem unter anderem das VEB Thermoglas Maltitz angehörte. Torgau galt als wichtigster Standort der Glasindustrie in der gesamten DDR.
Die vier größten Arbeitgeber in Torgau heutzutage sind der Nachfolger des Flachglaskombinats, Flachglas Torgau, mit 550 Mitarbeitern, Villeroy & Boch, die Justizvollzugsanstalt Torgau und Mercer Torgau (ehemals HIT Holzindustrie Torgau) mit 800 Mitarbeitern.
Das Kreiskrankenhaus Torgau „Johann Kentmann“ gGmbH ist ein öffentlich-rechtliches Haus mit 250 Betten ein Haus der Regelversorgung, es besitzt ein zertifiziertes Brust-, Darm- und Traumazentrum. Mit seinem Namen erinnert es an den Stadtphysicus, der im 16. Jahrhundert in Torgau gewirkt hat.
Die Stadt ist Sitz des Amtsgerichts Torgau, das zum Landgerichtsbezirk Leipzig gehört.

### Bildung
In Torgau befinden sich mehrere Grundschulen, die Katharina-von-Bora-Oberschule und die Oberschule Nordwest Torgau, das Johann-Walter-Gymnasium sowie das Berufliche Schulzentrum Torgau (BSZ).
Weiter wurde 2019 das Ausbildungsprojekt GlasCampus am BSZ initiiert und perspektivisch bis voraussichtlich 2026 um ein GlasLAB mit Neubau einer Industriehalle, Werkstätten und einem Internat ergänzt.

### Tourismus
Die große Attraktivität der Stadt (Renaissancearchitektur, Lutherstätte, Elberadweg) für verschiedene Zielgruppen wird durch ein umfangreiches Angebot an Übernachtungsmöglichkeiten, Gaststätten und Kulturangeboten flankiert.

### Verkehr

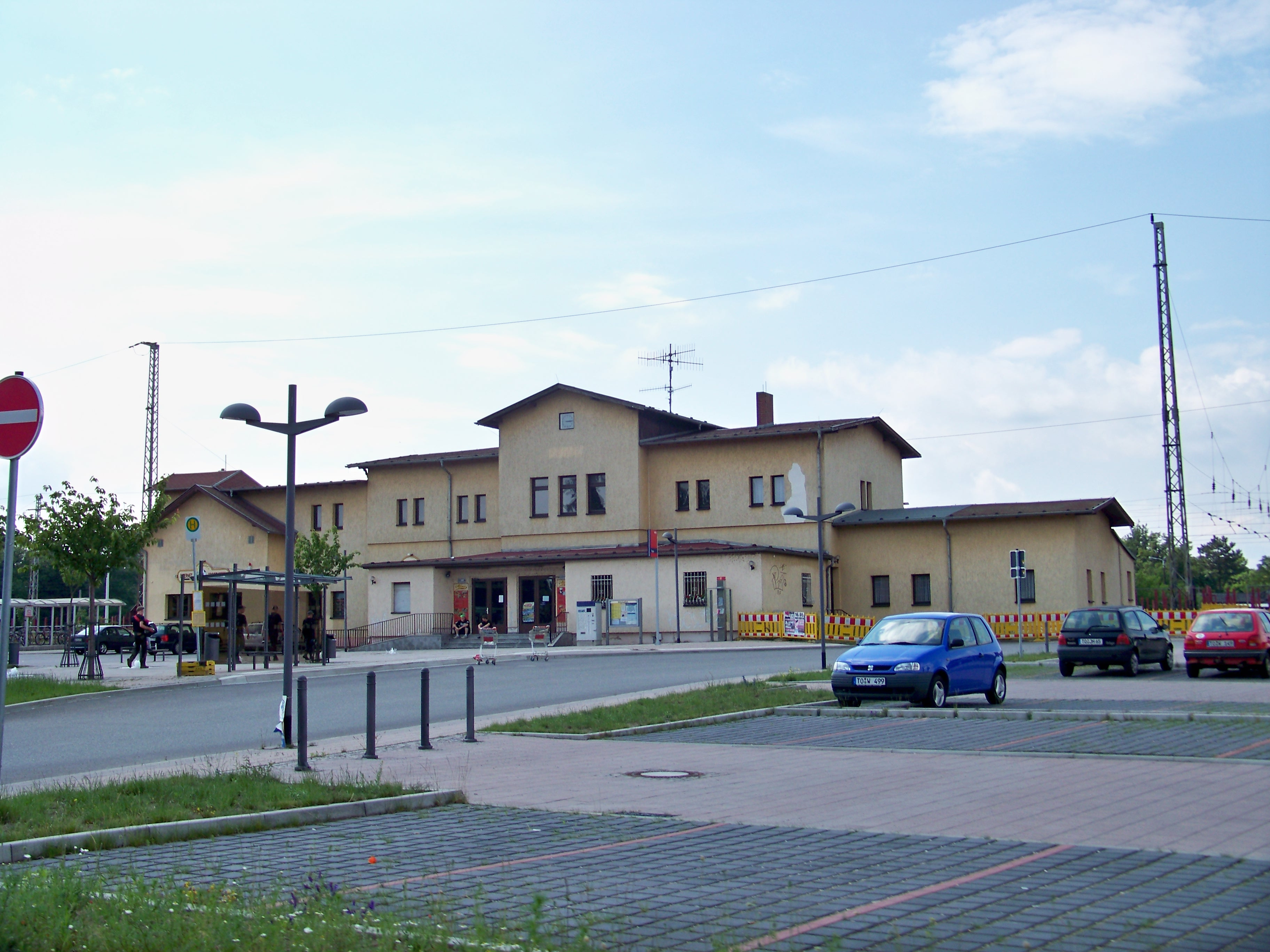
Bahnhof Torgau, Empfangsgebäude bis 2021

Im Schienenpersonennahverkehr besteht über den Bahnhof Torgau Anschluss an die S-Bahn Mitteldeutschland durch die Linie S 4 und durch die Linien RE 10RE 11 Verbindungen in Richtung Leipzig sowie in Richtung Frankfurt (Oder) bzw. Hoyerswerda. Dies erfolgt auf der Bahnstrecke Halle–Cottbus, die 1872 als Teilstrecke der Halle-Sorau-Gubener Eisenbahn mit der Elbebrücke bei Torgau eröffnet wurde. In der Vergangenheit war Torgau Ausgangspunkt der Bahnstrecke Torgau–Belgern, die zwischen 1915 und 1995 die Kreisstadt Torgau mit der Stadt Belgern verband, sowie der Bahnstrecke Pratau–Torgau, die zwischen 1895 und 1997 von Torgau nach Pretzsch (Elbe) fahrplanmäßig mit Personenzügen befahren wurde. Der Bahnhof wird pro Tag von mehr als 1.500 Reisenden genutzt. Die Stadt kaufte 2016 das Empfangsgebäude für 250.000 Euro. Es wurde 2021 abgerissen und im April 2022 ein Neubau eröffnet.
Der öffentliche Personennahverkehr wird unter anderem durch den PlusBus und TaktBus des Mitteldeutschen Verkehrsverbund erbracht. Folgende Verbindungen führen ab Torgau:
- Linie 260: Torgau PEP ↔ Torgau Straße der Jugend
- Linie 527: Torgau ↔ Beilrode ↔ Fermerswalde ↔ Buckau ↔ Herzberg
- Linie 751: Torgau ↔ Beilrode ↔ Zwethau ↔ Großtreben ↔ Prettin
- Linie 755: Torgau ↔ Klitzschen ↔ Langenreichenbach ↔ Audenhain ↔ Mockrehna
- Linie 757: Torgau ↔ Beckwitz ↔ Staupitz ↔ Schildau ↔ Falkenhain
- Linie 759: Torgau ↔ Zinna ↔ Elsnig ↔ Dommitzsch ↔ Greudnitz
- Linie 763: Torgau ↔ Mehderitzsch ↔ Bennewitz ↔ Staupitz ↔ Loßwig
- Linie 764: Torgau ↔ Belgern ↔ Cavertitz ↔ Liebschütz ↔ Oschatz
- Linie 765: Torgau ↔ Werdau ↔ Graditz ↔ Beilrode ↔ Döbrichau
- Linie 781: Torgau ↔ Sitzenroda ↔ Schmannewitz ↔ Dahlen ↔ Oschatz
- Linie 782: Torgau ↔ Süptitz ↔ Falkenberg ↔ Trossin ↔ Dommitzsch
- Linie 783: Torgau ↔ Repitz ↔ Döbern ↔ Mockritz
- Linie 785: Torgau ↔ Sitzenroda ↔ Schildau ↔ Schmannewitz ↔ Dahlen

Des Weiteren hat Torgau ein Stadtbussystem, das auf den Linien A und B den Busverkehr der Stadt sichert. Zentrale Haltepunkte sind der Busbahnhof sowie die innerstädtische Straße der Jugend. Stadt- und Regionalbuslinien werden von der Nordsachsen Mobil betrieben.
Torgau liegt am Kreuzungspunkt dreier Bundesstraßen: der B 87, der B 182 und der B 183, von denen die B 87 und die B 183 die Elbe auf der Elbebrücke überqueren.
Weiterhin führt der Elberadweg an der Stadt vorbei.
Im Mai 2018 wurde der Hafen Torgau nach dreijähriger Bauzeit wiedereröffnet. Betreiber sind die Sächsische Binnenhäfen Oberelbe.

### Medien
In Torgau erscheint die Torgauer Zeitung als einzige Tageszeitung. Die TZ gehört über die Torgauer Verlagsgesellschaft zum Medienkonzern Madsack und ist Mitglied im Redaktionsnetzwerk Deutschland. Zur TZ-Mediengruppe gehört darüber hinaus das Lifestyle-Magazin Nachtfalter. Seit 1994 wird durch Torgau-TV ein lokales Fernsehvollprogramm betrieben. Von 2012 bis 2018 gab es ein Studio der Sächsischen Ausbildungs- und Erprobungskanäle (SAEK). Darüber hinaus befindet sich in der Stadt der Sitz des Medienpädagogischen Zentrums (MPZ) Nordsachsen als Einrichtung des Landkreises.